# Jean Joseph Foucou

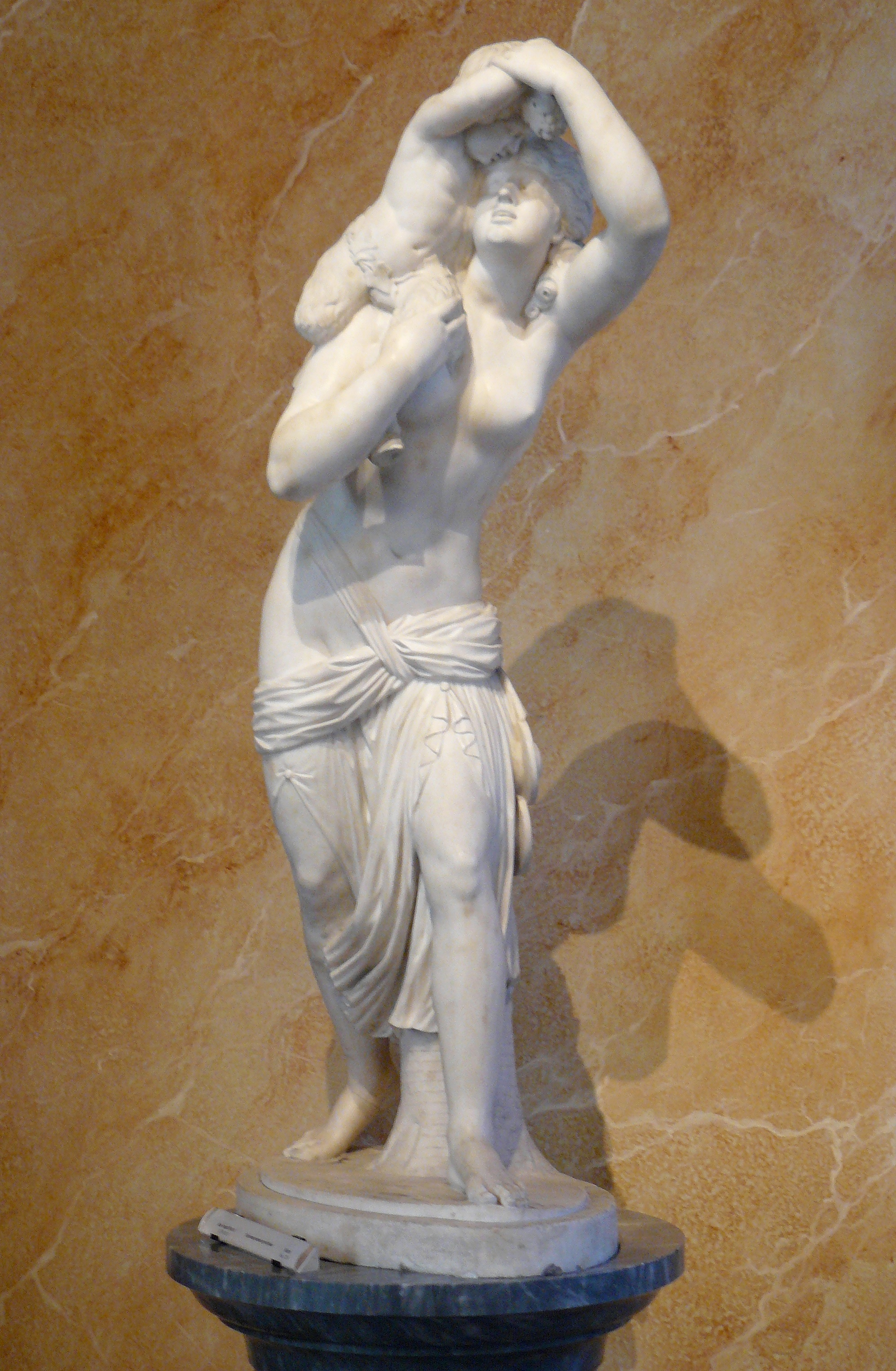
Bacchante portant un petit faune, mármol, Museo Cognac-Jay.

Charles Joseph Louis Foucou fue un escultor francés, nacido en Riez (Alpes-de-Haute-Provence) en 1739 y fallecido en París el 16 de febrero de 1821.
Ganador de un 2º puesto en el Premio de Roma de 1768, al año siguiente consiguió el primer Premio de Roma en Escultura.
Es el autor de la escultura de Bertrand du Guesclin en las Galerías históricas de Versalles.